# Incilius occidentalis
Incilius occidentalis é uma espécie de anfíbio anuro da família Bufonidae.
A sua área de distribuição é no México.